# Eulemur albifrons
Lémur à front blanc
Espèce
Statut de conservation UICN

 VU  : Vulnérable
Statut CITES
Le Lémur à front blanc (Eulemur albifrons) est une espèce de primate lémuriforme appartenant à la famille des Lemuridae.
Il était anciennement considéré comme une sous-espèce d'Eulemur fulvus (Eulemur fulvus albifrons).